# 국제인플루엔자정보공유기구

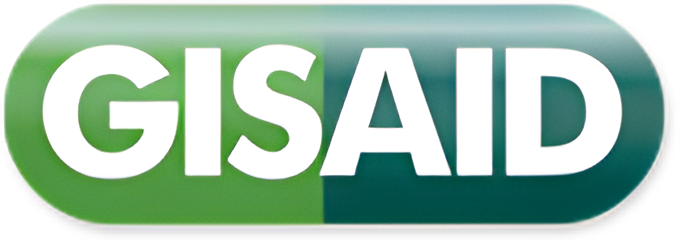

국제인플루엔자정보공유기구(Global Initiative for Sharing All Influenza Data, GISAID) 또는 GISAID는 독일 정부와 비영리단체 Friends of GISAID의 public-private partnership이며, 인플루엔자 바이러스의 염기서열 정보를 비롯하여 관련 의료 정보와 역학 정보를 모은 데이터베이스를 일반 대중에 제공한다.